# Micronycteris yatesi
Micronycteris yatesi é uma espécie de morcego da família Phyllostomidae. Ocorre naturalmente nas florestas e savanas do Brasil e Bolívia.   

## Taxonomia e etimologia
A espécie foi descrita pela primeira vez em meados de 2013. Seu epíteto (yatesi) provém do sobrenome de  Terry Lamon Yates, biólogo estadunidense que auxiliou na descoberta de inúmeros mamíferos que habitam o território boliviano.

## Descrição
Contém grandes orelhas, com 15-18 mm. Seu antebraço tem a medida de 34,5-36,7 mm, enquanto sua boca tem 34 dentes computados. Seus pêlos são majoritariamente amarelados, com exceção da garganta que são parcialmente esbranquiçados. 

## Distribuição geográfica
Sua faixa geográfica estende-se possivelmente do Mato Grosso do Sul até Yungas e Chiquitos. Devido à falta de dados sobre a espécie, os cientistas limitam-se em especular que também haja populações semi-isoladas no Brasil pela fato de que foi encontrado um espécime no local de seu gênero com certas características em comum. 